# Ектор (Тексас)
Ектор (енгл. Ector) град је у америчкој савезној држави Тексас. По попису становништва из 2010. у њему је живело 695 становника.

## Демографија
Према попису становништва из 2010. у граду је живело 695 становника, што је 95 (15,8%) становника више него 2000. године.
| Група             | 2000.       | 2010.       |
| Белци             | 566 (94,3%) | 635 (91,4%) |
| Афроамериканци    | 0 (0,0%)    | 5 (0,7%)    |
| Азијати           | 3 (0,5%)    | 8 (1,2%)    |
| Хиспаноамериканци | 9 (1,5%)    | 26 (3,7%)   |
| Укупно            | 600         | 695         |